# カーボベルデの音楽
この項目では、カーボベルデの音楽について解説する。奴隷貿易に大きく影響された音楽は、カーボベルデ人にとって日常生活の中で不可欠のものであり、在外カーボベルデ人にとっても、文化的アイデンティティの中核となっている。

## 民俗音楽
アフリカの影響を強く受けたソタヴェント諸島ではアフリカ色が強いバトゥーケ、フィナソン、フナナ、タバンカなどリズムを重視したジャンルが好まれるのに対し、ポルトガルの影響が強かったバルラヴェント諸島ではヴァイオリン、ポルトガル・ギター、カヴァキーニョなどを使用したモルナやコライデイラのようなメロディーを重視したジャンルが好まれる傾向が存在する。

## ポピュラー音楽

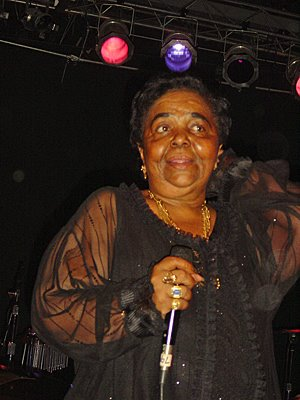
セザリア・エヴォラ。

カーボベルデのポピュラー音楽からは、モルナをベースにしたセザリア・エヴォラ、バトゥーケをベースにしたチェカ、ポルトガルで生まれ育ち、ポルトガルで活動するサラ・タヴァレスのようなミュージシャンが現れている。

## 脚註
1. ↑  小川編著(2010:297)
2. ↑  市之瀬(1997:44-45)
3. 1 2  市之瀬(1997:45)
4. ↑  小川編著(2010:299-301)